# Tóth Soma
Tóth Soma, Tóth Sámuel (Megyaszó, 1830. július 17. – Szilágysomlyó, 1886. május 27.) magyar színész, táncos, táncmester. 

## Életpályája
A Borsod megyei Megyaszón született 1830-ban Tóth Sámuel és Sárkány Erzsébet fiaként, július 19-én keresztelték. 1839-től a Nemzeti Színház tánciskolájának növendéke volt. 1843-ban és 1846-ban részt vett a Veszter-féle tánctársaság turnéin. A Nemzeti Színházban komikus szerepkörben alkalmazták, kihasználván virtuóz tánctudását, karikírozó tehetségét. Részt vett az 1848-49-es forradalom és szabadságharcban, és fogságba esett. Kiszabadulása után a vidéket járta, és táncával tüntetett az osztrák uralom ellen. Híressé vált a "Vak vagy, te szent Igazság", és a "Jaj, de huncut a német" című szólóival, amelyekkel mindenütt nagy sikert aratott. 1856-ban Bécsben verbunkost táncolt a Hunyadi László című operában, majd visszaszerződött a Nemzeti Színházhoz. Ugyanekkor Palotás című új ötrészes társastáncot szerkesztett, amely az 1860-as években vált igen népszerűvé a báltermekben. 
1862 április havában mint a Nemzeti Színház tagja a Pesti Hirnökre mondott rögtönzéséért 48 órai fogságra ítélték. 1863. május 4-én fellépett a Budai Színkörben, a Legjobb az egyenes út c. vígjátékban. 1866—1870-ben Miskolcon, 1871-ben Kassán játszott. 1872. március 24-én a Nemzeti Színházban vendégszerepelt, a Violá-ban, mint Peti cigány. 1873-ban daltársulatot vezetett, majd újra vidéki szerződést vállalt. Molnár György így jellemezte: „Szép ember volt, kicsiny, olyan magyar bors, kedves fűszer a színpadon; jó komikus volt és kitűnő táncos, híres magyar lejtő. Valóságos művészettel tudott fütyülni."
Az 1860-1870-es években vidéken – Arad, Miskolc, Kassa, Eger – tevékenykedett többnyire tánctanítóként. Egy-egy alkalommal a fővárosban is fellépett.
Első neje: Somogyi Hermin, színésznő, színpadra lépett: 1862. november 10-én. Második feleségét, Glatz Franciskát, Szentpétery Zsigmond özvegyét 1860. július 28-án Pesten, a Kálvin téri református templomban vette nőül, esküvői tanúik Szigligeti Ede és neje voltak.

## Főbb szerepei
- Lucifer, a zöld ördög (Kilányi L.)
- Esmeralda (Campilli F.)
- Bertram (Campilli: Robert és Bertram)